# Marsannay-le-Bois
Marsannay-le-Bois és un municipi francès, situat al departament de la Costa d'Or i a la regió de Borgonya - Franc Comtat. L'any 2007 tenia 725 habitants.

## Demografia

### Població
El 2007 la població de fet de Marsannay-le-Bois era de 725 persones. Hi havia 252 famílies, de les quals 32 eren unipersonals (20 homes vivint sols i 12 dones vivint soles), 88 parelles sense fills, 116 parelles amb fills i 16 famílies monoparentals amb fills.
La població ha evolucionat segons el següent gràfic:
Habitants censats

### Habitatges
El 2007 hi havia 272 habitatges, 252 eren l'habitatge principal de la família, 3 eren segones residències i 17 estaven desocupats. 269 eren cases i 2 eren apartaments. Dels 252 habitatges principals, 240 estaven ocupats pels seus propietaris, 9 estaven llogats i ocupats pels llogaters i 3 estaven cedits a títol gratuït; 1 tenia dues cambres, 16 en tenien tres, 46 en tenien quatre i 189 en tenien cinc o més. 219 habitatges disposaven pel capbaix d'una plaça de pàrquing. A 80 habitatges hi havia un automòbil i a 159 n'hi havia dos o més.

### Piràmide de població
La piràmide de població per edats i sexe el 2009 era:
| Homes | Edats   | Dones |
| ----- | ------- | ----- |
| 0     | 95 o +  | 0     |
| 4     | 90 a 94 | 0     |
| 0     | 85 a 89 | 0     |
| 0     | 80 a 84 | 0     |
| 4     | 75 a 79 | 4     |
| 8     | 70 a 74 | 8     |
| 20    | 65 a 69 | 12    |
| 16    | 60 a 64 | 16    |
| 16    | 55 a 59 | 16    |
| 24    | 50 a 54 | 12    |
| 28    | 45 a 49 | 28    |
| 20    | 40 a 44 | 24    |
| 36    | 35 a 39 | 48    |
| 36    | 30 a 34 | 24    |
| 28    | 25 a 29 | 12    |
| 12    | 20 a 24 | 8     |
| 36    | 15 a 19 | 16    |
| 60    | 10 a 14 | 24    |
| 20    | 5 a 9   | 40    |
| 16    | 0 a 4   | 28    |

## Economia
El 2007 la població en edat de treballar era de 469 persones, 356 eren actives i 113 eren inactives. De les 356 persones actives 333 estaven ocupades (182 homes i 151 dones) i 23 estaven aturades (8 homes i 15 dones). De les 113 persones inactives 54 estaven jubilades, 36 estaven estudiant i 23 estaven classificades com a «altres inactius».

### Ingressos
El 2009 a Marsannay-le-Bois hi havia 261 unitats fiscals que integraven 757 persones, la mediana anual d'ingressos fiscals per persona era de 23.107 €.

### Activitats econòmiques
Dels 29 establiments que hi havia el 2007, 1 era d'una empresa extractiva, 1 d'una empresa alimentària, 3 d'empreses de fabricació d'altres productes industrials, 7 d'empreses de construcció, 5 d'empreses de comerç i reparació d'automòbils, 1 d'una empresa de transport, 1 d'una empresa d'informació i comunicació, 1 d'una empresa financera, 6 d'empreses de serveis i 3 d'entitats de l'administració pública.
Dels 5 establiments de servei als particulars que hi havia el 2009, 2 eren guixaires pintors, 2 fusteries i 1 electricista.
L'únic establiment comercial que hi havia el 2009 era una carnisseria.
L'any 2000 a Marsannay-le-Bois hi havia 11 explotacions agrícoles.

## Equipaments sanitaris i escolars
El 2009 hi havia 1 escola maternal integrada dins d'un grup escolar amb les comunes properes formant una escola dispersa i 1 escola elemental integrada dins d'un grup escolar amb les comunes properes formant una escola dispersa.

## Poblacions més properes
El següent diagrama mostra les poblacions més properes.